# 第1回大阪マラソン〜OSAKA MARATHON 2011〜

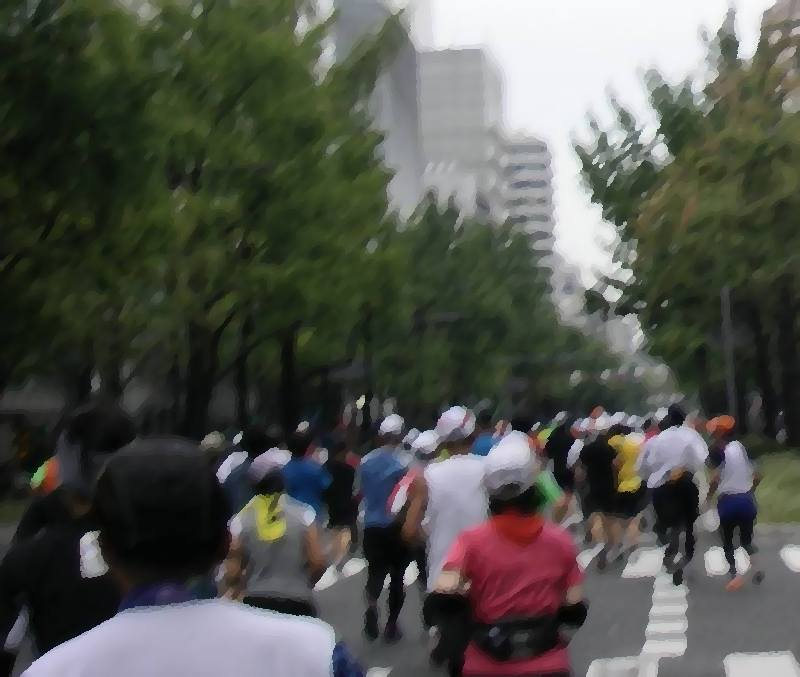
大阪マラソン 2011

第1回大阪マラソン～OSAKA MARATHON 2011～は2011年10月30日（日曜日）に開催された第1回目の大阪マラソンである。出場募集は2011年2月15日に開始し、即日にエントリー数が3万人を超えた。

## 募集要項
大会名称
- 日本語： 第1回大阪マラソン～OSAKA MARATHON 2011～[1]
- 英語： Osaka Marathon 2011

開催日時
- 2011年10月30日（日曜日）

大阪マラソン EXPO2011
ランナーの受付と同時に開催するイベント。スポーツメーカーなどが出展するイベントブースや展示即売会、府内市町村などが出展する観光ブース、大阪の食を紹介するコーナーなどを設置する。
- 日時： 2011年10月28日（金曜日）から29日（土曜日）　11:00から20:00
- 場所： インテックス大阪　1・2・3号館

開催時間
- 08:55　車椅子スタート
- 09:00　フルマラソン・チャレンジランスタート
- 10:50　チャレンジラン終了
- 16:00　フルマラソン終了

コース
参加料、定員、制限時間など
| 種目 | 申し込み方法 | カテゴリー       | 定員     | 制限時間  | 参加料※1                      |
| --- | ------------ | ---------------- | -------- | --------- | ----------------------------- |
| フルマラソン | 個人         | 登録 一般 車椅子 | 28,000人 | 7時間     | 10,500円(国内) 12,500円(国外) |
| フルマラソン | グループ     | 一般             | 28,000人 | 7時間     | 10万円※2                      |
| チャレンジラン | 個人         | 一般             | 2,000人  | 1時間50分 | 5,500円(国内) 6,500円(国外)   |
| 登録…日本陸上競技連盟登録競技者、一般…日本陸上競技連盟未登録者等。 ※1500円のチャリティー込。※2グループチャリティー(3,500円)と人数分のオリジナルグッズ費用込。 |              |                  |          |           |                               |

表彰
- 男女各1～8位
- 年代別5歳刻みの男女各1～3位(上記の表彰者を除く)
- 車椅子は男女各1～8位
- チャレンジランの表彰はなし

参加資格
- マラソン

いずれも1993年4月1日以前に生まれた者で、一般・登録部門はフルマラソンを6時間30分以内に完走できる男女。車椅子部門はレース仕様車で2時間20分以内に完走できる男女計30人。
- チャレンジラン(8.8km)

1996年4月1日以前に生まれ、1時間20分以内に完走できる男女。

## エントリー結果
エントリー数は171,744人で倍率は5.5倍。最高齢は96歳だった。
| 年代       | マラソン | チャレンジラン |
| ---------- | -------- | -------------- |
| 18歳未満   | ---      | 243            |
| 18歳～29歳 | 25,378   | 2,566          |
| 30代       | 50,300   | 5,463          |
| 40代       | 45,102   | 5,012          |
| 50代       | 22,182   | 2,220          |
| 60代       | 8,814    | 952            |
| 70代       | 1,356    | 235            |
| 80代       | 55       | 18             |
| 90歳以上   | 2        | 0              |
| 年齢不明   | 237      | 79             |
| 日本国外   | 1,396    | 134            |
| 計         | 154,822  | 16,922         |
| 合計       | 171,744  | 171,744        |

| 順位 | 都道府県 | エントリー数 | 順位 | 都道府県 | エントリー数 | 順位 | 都道府県 | エントリー数 | 順位 | 都道府県 | エントリー数 |
| ---- | -------- | ------------ | ---- | -------- | ------------ | ---- | -------- | ------------ | ---- | -------- | ------------ |
| 1    | 大阪府   | 72,046       | 13   | 広島県   | 2,007        | 25   | 富山県   | 855          | 37   | 大分県   | 331          |
| 2    | 兵庫県   | 16,610       | 14   | 徳島県   | 2,000        | 26   | 石川県   | 822          | 38   | 長崎県   | 311          |
| 3    | 東京都   | 15,446       | 15   | 三重県   | 1,856        | 27   | 山口県   | 804          | 39   | 福島県   | 290          |
| 4    | 京都府   | 6,868        | 16   | 静岡県   | 1,750        | 28   | 栃木県   | 550          | 39   | 高知県   | 290          |
| 5    | 神奈川県 | 6,415        | 17   | 岡山県   | 1,724        | 29   | 群馬県   | 528          | 41   | 山形県   | 277          |
| 6    | 奈良県   | 5,672        | 18   | 愛媛県   | 1,331        | 30   | 新潟県   | 515          | 42   | 宮崎県   | 260          |
| 7    | 愛知県   | 5,001        | 19   | 北海道   | 1,122        | 31   | 島根県   | 487          | 43   | 山梨県   | 259          |
| 8    | 埼玉県   | 4,428        | 20   | 茨城県   | 977          | 32   | 鳥取県   | 484          | 44   | 秋田県   | 239          |
| 9    | 千葉県   | 4,325        | 21   | 福井県   | 938          | 33   | 熊本県   | 463          | 45   | 青森県   | 230          |
| 10   | 滋賀県   | 3,217        | 22   | 長野県   | 911          | 34   | 宮城県   | 440          | 46   | 佐賀県   | 186          |
| 11   | 和歌山県 | 2,156        | 23   | 香川県   | 902          | 35   | 鹿児島県 | 394          | 47   | 岩手県   | 144          |
| 12   | 福岡県   | 2,147        | 24   | 岐阜県   | 862          | 36   | 沖縄県   | 344          |      |          |              |

## 運営結果
|                       | 出走者   | 完走者   | 完走率 |
| --------------------- | -------- | -------- | ------ |
| マラソン（42.195km）  | 27,161人 | 26,175人 | 96.4％ |
| チャレンジラン(8.8km) | 2,002人  | 1,996人  | 99.7％ |
| 合計                  | 29,163人 | 28,171人 | 96.6％ |

|     | 男子選手                           | タイム  | 女子選手               | タイム  |
| --- | ---------------------------------- | ------- | ---------------------- | ------- |
| 1位 | エリジャ・サング (KEN)             | 2:12:43 | リディア・シモン (ROU) | 2:32:48 |
| 2位 | アレクセイＡソコロフ (RUS)         | 2:13:15 | 嶋原清子 (JPN)         | 2:33:36 |
| 3位 | サリム・キムタイ・キプサング (KEN) | 2:14:18 | 吉住友里 (JPN)         | 2:40:31 |

シカゴマラソン賞
- 大阪在住男子1位：久本駿輔 （2:29:18）
- 大阪在住女子1位：杉本光子 （3:05:02）

沿道応援者数
1,008,500人

## テレビ中継
大阪マラソンを後援している毎日放送（MBS）がエリート部門、読売テレビ（ytv）が市民ランナー部門の生中継をそれぞれ組み込んだ特別番組を関西ローカルで放送した。なお、視聴率はビデオリサーチの関西地区調査分による。
MBS『大阪マラソン2011 走り出した情熱のランナー』（10:00 - 11:24）
- 通常は『サンデージャポン』（TBS制作）の同時ネットに充てている放送枠を差し替える形で、『ちちんぷいぷい』のスタジオから、河田直也（MBSアナウンサー）の進行で放送。スタジオゲストは角淳一（フリーアナウンサー転身後初のテレビ出演）・千葉真子・ハイヒール・モモコ・トミーズ健・ET-KINGで、同局アナウンサーによるマラソンコース4地点からの中継リポートや、中継車・フィニッシュ地点（インテックス大阪）からの実況を随所で挿入した。中継では、同局のテレビ・ラジオ番組から参加した「チャレンジランナー」に焦点を当てた。放送中には、フルマラソン男子の部でエリジャ・サング（ケニア）が先頭でゴールに到着した瞬間を、近藤亨（同局アナウンサー）の実況で放送。ET-KINGは、特別番組のタイトルにもなった自作の楽曲「情熱のランナー」（同局における当マラソンテーマソング）をスタジオで披露した。視聴率は13.4%で、日曜午前の番組にしては高かった。

ytv『大阪マラソン2011〜3万人の感動フィニッシュ生中継SP〜』（15:00 - 16:30）
- フィニッシュ地点付近の特設スタジオから、辛坊治郎（ytvの元アナウンサー・元報道局解説委員長）や虎谷温子・川田裕美（いずれも同局アナウンサー）が進行。間寛平（ゲストランナーとしてチャレンジランに参加）・古田敦也・石原良純（いずれもフルマラソン男子の部で完走）をゲストに迎えながら、同局の番組（『朝生ワイド す・またん!』『かんさい情報ネット ten!』『マヨブラジオ』）から参加した森たけし（同局アナウンサー）・メッセンジャーあいはら・ダイアン・斉藤雪乃のゴールシーンやミニドキュメントを放送した。ちなみに、上記の番組からのランナーは、ゴールに到着した後で特設スタジオに続々と出演。フルマラソンの制限時間（スタートから7時間後）と重なる16:00には、最後のランナーがゴールに到着した瞬間を大田良平（同局アナウンサー）の実況とともに中継した。なお、視聴率は13.9%であった。

## ラジオ中継
大阪マラソンを後援している放送局で唯一、ラジオ放送部門を運営している毎日放送（MBSラジオ）では、当日午前中のレギュラー番組『日曜出勤生ラジオ』内でフルマラソンの模様を随時中継。『せやねん!』（MBSテレビ）を代表してフルマラソンに参加していた上泉雄一（MBSアナウンサー）が、走りながら沿道の様子を実況していた。